# Mojito

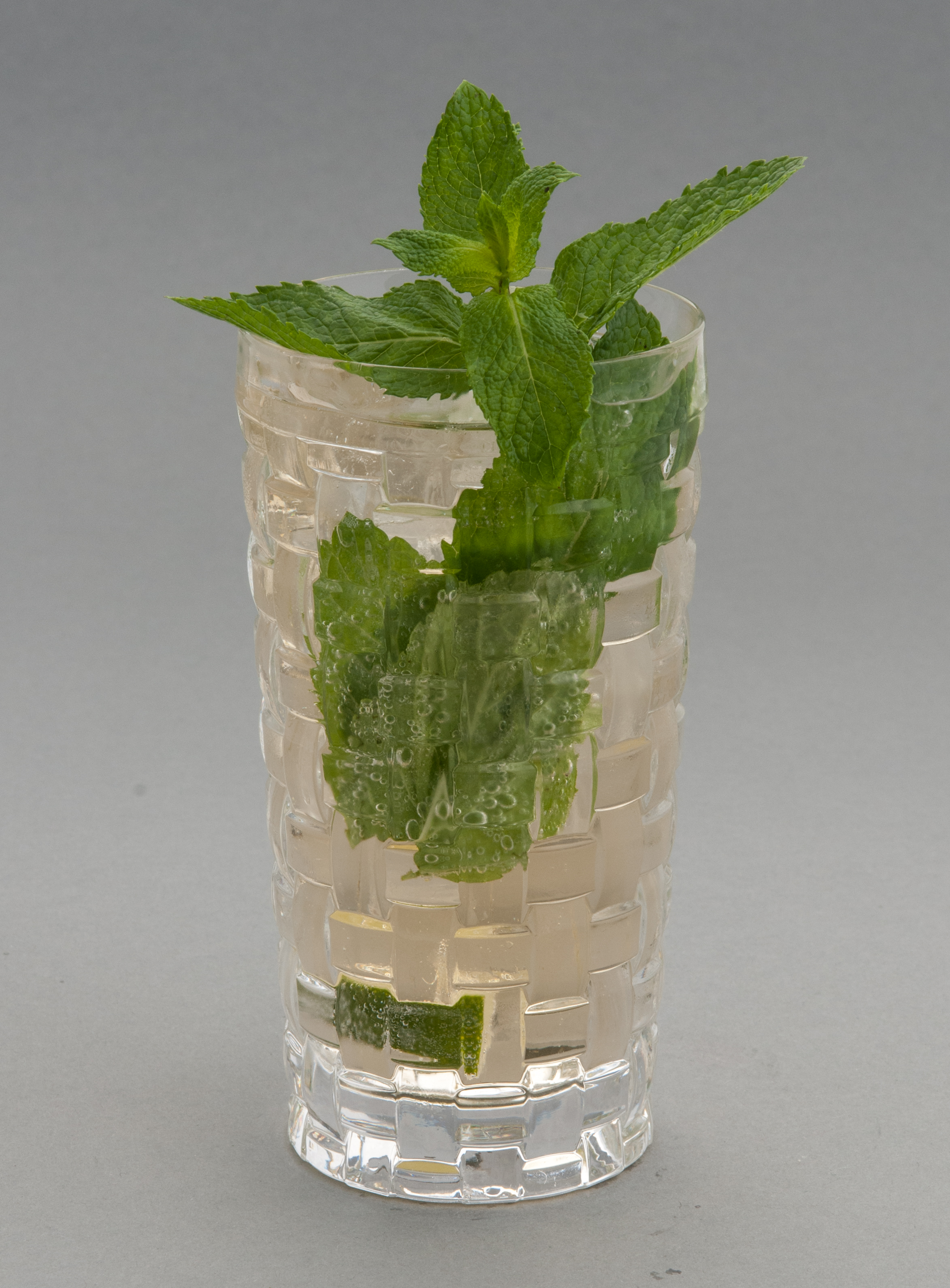
Mojito

Mojito (wym. /moˈxito/) – koktajl alkoholowy, pochodzenia kubańskiego na bazie białego rumu o orzeźwiającym słodko-kwaśno-miętowym smaku. Podstawowymi składnikami są:
- 40 ml białego rumu
- 20 ml syropu cukrowego lub cukier biały / brązowy cukier trzcinowy
- 2 ćwiartki limonki
- 6 liści mięty
- 40 ml wody gazowanej
- kruszony lód

## Historia
Za pierwowzór mojito uważa się napój pity przez szesnastowiecznego angielskiego korsarza, kapitana Drake’a. Zwykł on pijać tafię – alkohol uzyskiwany z trzciny cukrowej, z dodatkiem soku z cytryny i mięty. Moment, w którym tafię zastąpił rum, to narodziny prawdziwego mojito. Powstanie tego drinka warunkował rozwój techniki destylacji rumu. Ten główny składnik drinka został po raz pierwszy uzyskany najprawdopodobniej na wyspie Barbados. Coraz klarowniejszy, mniej mętny i mocniejszy rum stał się w XVII i XVIII w. jednym z najważniejszych dóbr handlowych obu Ameryk i przyczynił się do popularyzacji mojito. Dzisiaj mojito to jeden z najsławniejszych drinków na świecie.
Mojito jest często przedstawiane jako ulubiony napój pisarza Ernesta Hemingwaya Przypuszcza się też, że Hemingway rozsławił hawański bar La Bodeguita del Medio będąc jego stałym klientem, i pisząc na tamtejszej ścianie „My mojito in La Bodeguita, My daiquiri in El Floridita” (pol. „moje mojito w La Bodeguita, moje daiquiri w El Floridita”). Ten epigraf, ręcznie pisany i podpisany jego imieniem i nazwiskiem nadal istnieje, lecz jest podawany w wątpliwość przez biografów Hemingwaya, w szczególności w kontekście mojito jako ulubionego napoju pisarza.

## Przepis
Limonkę pokroić na 8 części. 3-4 części wrzucić do szklanki. Dodać garść liści mięty (7-8 dużych) i ugnieść wszystko razem, aż będzie wyczuwalny aromat mięty. Cukier lub syrop cukrowy dosypać po ugniataniu – rozpuści się w trakcie mieszania (w przeciwnym razie wciągnie aromat limonki). Szklankę dopełnić kruszonym lodem. Wlać 40 ml rumu, polecany biały, dopełnić wodą mocno gazowaną (unikać mineralnej o wyraźnym aromacie) i solidnie zamieszać długą łyżką lub dodać mieszadełko. Udekorować gałązką mięty i cząstką limonki. Pić przez słomkę.
Mojito ma też liczne odmiany z dodatkiem innych owoców oraz wariant bezalkoholowy, w którym rum zastępuje się większą objętością napoju gazowanego.